# سوزي تايلور
سوزي تايلور (بالإنجليزية: Susie Taylor)‏ هي ممرضة أمريكية، ولدت في 6 أغسطس 1848 في مقاطعة ليبيرتي في الولايات المتحدة، وتوفيت في 6 أكتوبر 1912.